# Amarginops platus
Amarginops platus е вид лъчеперка от семейство Claroteidae.

## Разпространение
Видът е разпространен в Демократична република Конго.

## Описание
На дължина достигат до 17 cm.